# Monica Juma

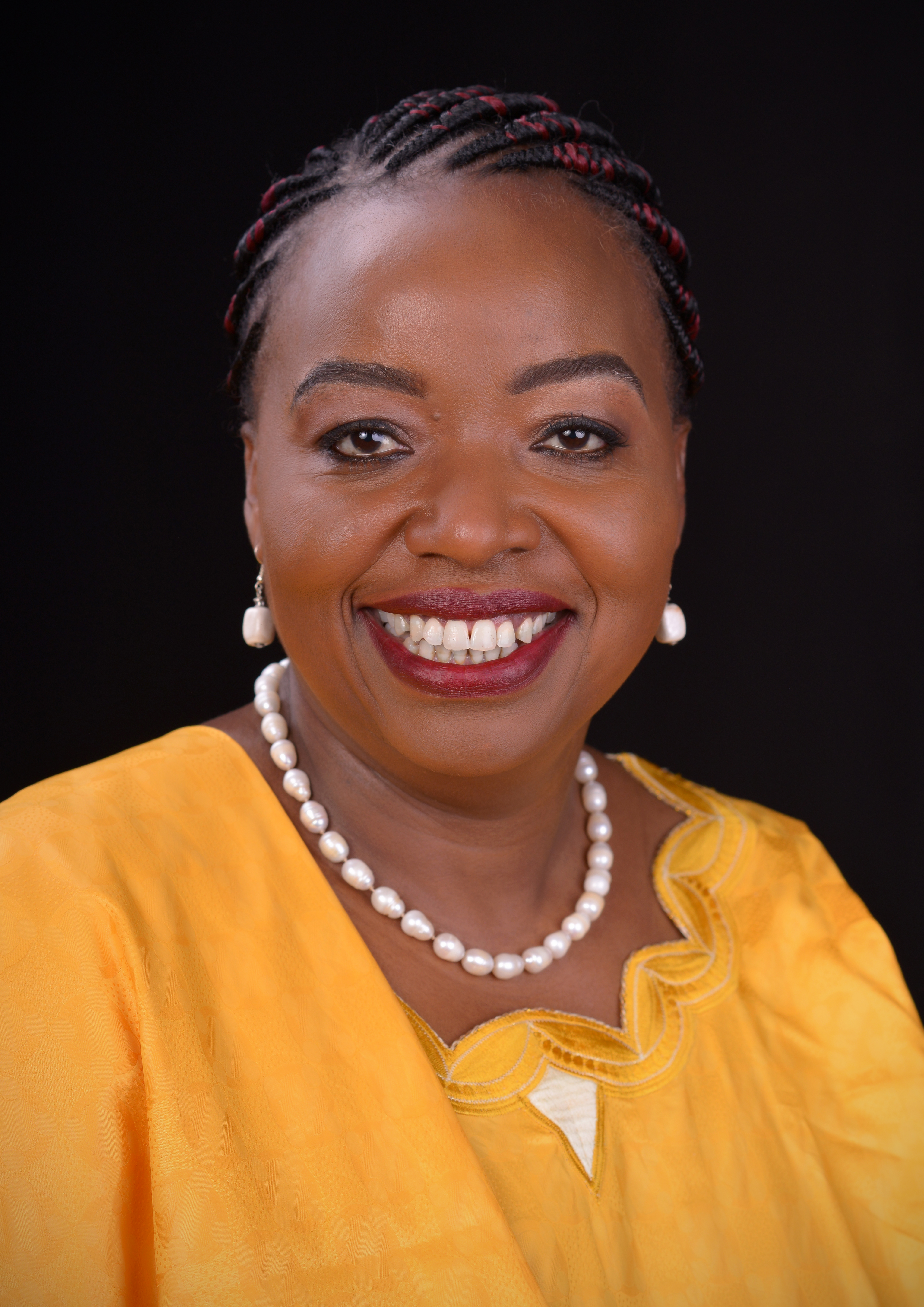
Monica Juma (2017)

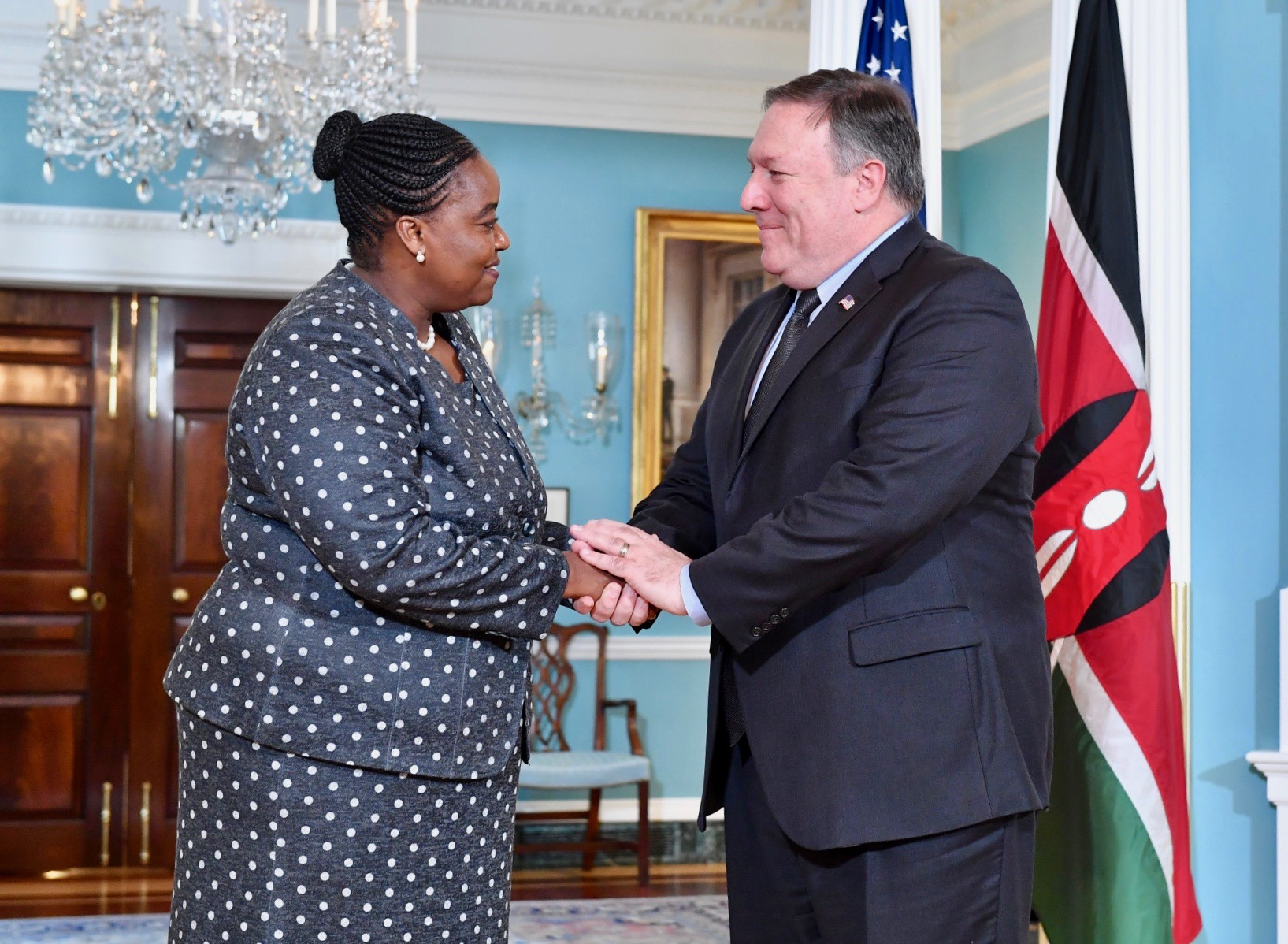
Juma und Mike Pompeo in Washington (2018)

Monica Juma (* 1954) ist eine kenianische Diplomatin und Politikerin. Seit Januar 2020 ist sie Verteidigungsministerin der Republik Kenia.

## Leben
Juma studierte an der Universität von Nairobi für ihren BA und MA und an der Universität von Oxford, machte ihren Abschluss in Flüchtlingsstudien und wo sie auch ihren Doktortitel in Philosophie erlangte.
Juma hat eine lange Karriere im diplomatischen Dienst hinter sich, da sie als Botschafterin Kenias in Äthiopien, Dschibuti, der Afrikanischen Union, der Intergovernmental Authority on Development (IGAD) und der Wirtschaftskommission der Vereinten Nationen für Afrika (Economic Commission for Africa, UNECA) mit Sitz in Addis Abeba tätig war.
Am 27. Juni 2013 wurde sie als Hauptsekretärin (Principal Secretary) im kenianischen Verteidigungsministerium vereidigt, wo sie maßgeblich an der Stärkung der Geschäftsprozesssysteme im Ministerium, der Klärung der strategischen Ausrichtung und der Stärkung des beruflichen Ansehens der kenianischen Streitkräfte beteiligt war. Nach dieser Funktion wurde sie in das kenianische Innenministerium als Hauptsekretärin versetzt. Sie war die Hauptsekretärin in der Abteilung für Inneres, Ministerium für Inneres und Koordinierung der nationalen Regierung, wo sie ein Team leitete, das Reformen und die Transformation der nationalen Sicherheitspolitik, der Architektur und der Operationen innerhalb der nationalen Verwaltung, der Abteilungen für Einwanderung und Registrierung von Personen sowie des nationalen Polizeidienstes vorantrieb. Sie initiierte auch Arbeiten, die zur Entwicklung der kenianischen Strategie zur Bekämpfung von Terrorismus und gewalttätigem Extremismus und zur Schaffung eines behördenübergreifenden Ansatzes zur Bewältigung von Sicherheitsherausforderungen führten. Zusammengenommen haben diese Maßnahmen Kenias Anfälligkeit für Terroranschläge verringert und die Sicherheit im ganzen Land bemerkenswert verbessert. Darüber hinaus legten die Bemühungen eine solide Grundlage für die kontinuierliche Verbesserung der öffentlichen Sicherheit und des Schutzes der Bevölkerung.
Von Januar 2016 bis Februar 2018 war sie Hauptsekretärin im Außenministerium (MFA) tätig und ab dem 16. Februar 2018 wurde sie als Kabinettssekretärin des Außenministeriums vereidigt. Bei einer Kabinettsumbildung wechselte sie mit Raychelle Omamo das Ressort und wurde Kenias Verteidigungsministerin.

## Weiteres und Familie
Juma ist Senior Research Fellow im Fachbereich Politikwissenschaft an der Universität von Pretoria in Südafrika. Außerdem ist sie Fakultätsmitglied am African Centre for Strategic Studies der National Defense University in Washington DC in den Vereinigten Staaten von Amerika. Sie hat zu den Themen ihres Fachgebietes ausführlich geschrieben und veröffentlicht.
Juma ist eine verheiratete Mutter von zwei Kindern. Ihr Ehemann ist Peter Kagwanja, ein Politikwissenschaftler, der auch Vorstandsvorsitzender des Nairobi-Think-Tank Africa Policy Institute ist.